# Emendamento della legge di Hong Kong sull'estradizione
L’emendamento della legge di Hong Kong sull'estradizione fu un disegno di legge proposto in materia di estradizione volto a modificare la "Ordinanza sui criminali latitanti" in relazione agli accordi speciali di consegna e alla "Ordinanza sull'assistenza giudiziaria in materia penale" in modo che potessero essere presi accordi per l'assistenza legale reciproca tra Hong Kong e qualsiasi luogo al di fuori di Hong Kong. Il disegno di legge è stato proposto dal governo di Hong Kong nel febbraio 2019 per istituire un meccanismo per il trasferimento di latitanti non solo per Taiwan, ma anche per la Cina continentale e Macao, attualmente escluse dalle leggi esistenti.

## Storia
L'introduzione del disegno di legge causò molte critiche, sia a livello nazionale, sia all'estero da parte di professionisti in materia, organizzazioni di giornalisti, gruppi imprenditoriali e governi stranieri che temevano l'erosione della magistratura di Hong Kong e delle sue garanzie integrate, nonché danni al clima imprenditoriale della regione. In gran parte questa paura è stata attribuita alla nuova capacità della Cina, attraverso questo disegno di legge, di arrestare i dissidenti politici a Hong Kong. Ci furono diverse proteste contro il disegno di legge sia a Hong Kong, sia in altre città all'estero. Il 9 giugno i manifestanti, stimati in numero da centinaia di migliaia a più di un milione, marciarono per le strade chiedendo all'allora Capo dell'esecutivo di Hong Kong (governatrice) Carrie Lam di dimettersi. Il 15 giugno, Lam annunciò che avrebbe sospeso la proposta di legge. I manifestanti chiedevano il ritiro completo del ddl e l'attuazione del suffragio universale, promesso e garantito dalla legge fondamentale di Hong Kong. 
Il 4 settembre, dopo tredici settimane di proteste, la governatrice Lam promise ufficialmente di ritirare il disegno di legge alla ripresa della sessione legislativa dopo la pausa estiva. Il 23 ottobre 2019 il Segretario alla sicurezza John Lee, che aveva originariamente proposto il disegno di legge, ne annunciò il ritiro formale da parte del governo.